# Само неприятности
„Само неприятности“ (на английски: Nothing but Trouble) е щатска черна комедия на ужасите от 1991 г. на режисьора Дан Акройд в режисьорския му дебют, който е съсценарист с брат си Питър. Във филма участват Чеви Чейс, Деми Мур, Дан Акройд, Джон Кенди и Тупак Шакур в актьорския му дебют в киното.

## Актьорски състав
| Актьор           | Роля                                             |
| ---------------- | ------------------------------------------------ |
| Чеви Чейс        | Крис Торн                                        |
| Дан Акройд       | Съдия Алвин Валкенхайзър / Бобо                  |
| Джон Кенди       | Полицай Денис Валкенхайзър / Елдона Валкенхайзър |
| Деми Мур         | Даян Лайтсън                                     |
| Валри Бромфийлд  | Мис Пърдах                                       |
| Тейлър Негрон    | Фаусто Скуиринзу                                 |
| Бертила Дамас    | Реналда Скуиринзу                                |
| Реймънд Дж. Бари | Агент Марк                                       |
| Браян Дойл-Мъри  | Агент Брайън                                     |
| Джон Уесли       | Сам                                              |
| Даниел Болдуин   | Дилър 1                                          |

## В България
В България филмът е издаден на VHS от „Александра Видео“ на 29 март 1999 г.
На 7 декември 2007 г. е излъчен по Диема с български дублаж. Екипът се състои от:
| Озвучаващи артисти  | Нина Гавазова Йорданка Илова Георги Георгиев-Гого Христо Узунов Александър Митрев |
| Преводач            | Миряна Мезеклиева                                                                 |
| Тонрежисьор         | Венцислав Станков                                                                 |
| Режисьор на дублажа | Димитър Кръстев                                                                   |